# США на летних Олимпийских играх 1928
На летних Олимпийских играх 1928 года США представляли 280 спортсменов (236 мужчин, 44 женщины). Они завоевали 22 золотых, 18 серебряных и 16 бронзовых медалей, что вывело сборную на 1-е место в неофициальном командном зачёте.

## Медалисты
| Медаль  | Спортсмен | Вид спорта           | Дисциплина                               |
| ------- | --- | -------------------- | ---------------------------------------- |
| Золото  | Рэймонд Барбути | Лёгкая атлетика      | Мужчины, 400 м                           |
| Золото  | Фрэнк Викофф Джеймс Куинн Чарлз Борах Генри Расселл                                                                                  | Лёгкая атлетика      | Мужчины, эстафета 4 × 100 м              |
| Золото  | Джордж Бэрд Фред Олдермэн Эмерсон Спенсер Рэймонд Барбути                                                                            | Лёгкая атлетика      | Мужчины, эстафета 4 × 400 м              |
| Золото  | Эдвард Хамм | Лёгкая атлетика      | Мужчины, прыжки в длину                  |
| Золото  | Роберт Кинг | Лёгкая атлетика      | Мужчины, прыжки в высоту                 |
| Золото  | Сабин Карр | Лёгкая атлетика      | Мужчины, прыжки с шестом                 |
| Золото  | Джон Кук | Лёгкая атлетика      | Мужчины, толкание ядра                   |
| Золото  | Лемюэль Хаузер | Лёгкая атлетика      | Мужчины, метание диска                   |
| Золото  | Элизабет Робинсон | Лёгкая атлетика      | Женщины, 100 м                           |
| Золото  | Пит Десджардинс | Прыжки в воду        | Мужчины, трамплин 3 м                    |
| Золото  | Пит Десджардинс | Прыжки в воду        | Мужчины, вышка 10 м                      |
| Золото  | Хелен Мини | Прыжки в воду        | Женщины, трамплин 3 м                    |
| Золото  | Элизабет Бекер | Прыжки в воду        | Женщины, вышка 10 м                      |
| Золото  | Пол Костелло Чарльз Маклвейн | Академическая гребля | Мужчины, двойки парные                   |
| Золото  | Марвин Столдер Джон Бринк Фрэнсис Фредерик Уильям Томпсон Уильям Далли Джеймс Уэркман Хьюберт Колдуэлл Питер Донлон Дональд Блессинг | Академическая гребля | Мужчины, восьмёрки                       |
| Золото  | Джонни Вайсмюллер | Плавание             | Мужчины, 100 м вольным стилем            |
| Золото  | Джордж Коджак | Плавание             | Мужчины, 100 м на спине                  |
| Золото  | Остин Клэпп Джордж Коджак Уолтер Лауфер Джонни Вайсмюллер                                                                            | Плавание             | Мужчины, эстафета 4×200 м вольным стилем |
| Золото  | Альбина Осипович | Плавание             | Женщины, 100 м вольным стилем            |
| Золото  | Марта Норелиус | Плавание             | Женщины, 400 м вольным стилем            |
| Золото  | Элеанор Гаратти Аделаида Ламберт Марта Норелиус Альбина Осипович                                                                     | Плавание             | Женщины, эстафета 4×100 м вольным стилем |
| Золото  | Элли Моррисон | Борьба               | Мужчины, вольная борьба, до 61 кг        |
| Серебро | Стефен Андерсон | Лёгкая атлетика      | Мужчины, 110 м с барьерами               |
| Серебро | Фрэнк Кахел | Лёгкая атлетика      | Мужчины, 400 м с барьерами               |
| Серебро | Леви Кэси | Лёгкая атлетика      | Мужчины, тройной прыжок                  |
| Серебро | Бенджамин Хеджес | Лёгкая атлетика      | Мужчины, прыжки в высоту                 |
| Серебро | Вильям Дриджемеллер | Лёгкая атлетика      | Мужчины, прыжки с шестом                 |
| Серебро | Херман Брикс | Лёгкая атлетика      | Мужчины, толкание ядра                   |
| Серебро | Джессика Кросс Лоретта Макнейл Элизабет Робинсон Мэри Вошбёрн                                                                        | Лёгкая атлетика      | Женщины, эстафета 4 × 100 м              |
| Серебро | Лиллиан Коуплэнд | Лёгкая атлетика      | Женщины, метание диска                   |
| Серебро | Джон Дейли | Бокс                 | Мужчины, до 53,5 кг                      |
| Серебро | Стивен Халайко | Бокс                 | Мужчины, до 61,2 кг                      |
| Серебро | Майкл Галитзен | Прыжки в воду        | Мужчины, трамплин 3 м                    |
| Серебро | Дороти Пойнтон-Хилл | Прыжки в воду        | Женщины, трамплин 3 м                    |
| Серебро | Джорджия Коулмэн | Прыжки в воду        | Женщины, вышка 10 м                      |
| Серебро | Кеннет Майерс | Академическая гребля | Мужчины, одиночки                        |
| Серебро | Чарльз Карл Уильям Миллер Джордж Хилис Эрнест Байер                                                                                  | Академическая гребля | Мужчины, четвёрки распашные без рулевого |
| Серебро | Уолтер Лауфер | Плавание             | Мужчины, 100 м на спине                  |
| Серебро | Элеанор Гаратти | Плавание             | Женщины, 100 м вольным стилем            |
| Серебро | Ллойд Эпплтон | Борьба               | Мужчины, до 72 кг                        |
| Бронза  | Джон Колльер | Лёгкая атлетика      | Мужчины, 110 м с барьерами               |
| Бронза  | Морган Тейлор | Лёгкая атлетика      | Мужчины, 400 м с барьерами               |
| Бронза  | Альфред Бэйтс | Лёгкая атлетика      | Мужчины, прыжки в длину                  |
| Бронза  | Чарлз Макджиннис | Лёгкая атлетика      | Мужчины, прыжки с шестом                 |
| Бронза  | Джеймс Корсон | Лёгкая атлетика      | Мужчины, метание диска                   |
| Бронза  | Эдмунд Блэк | Лёгкая атлетика      | Мужчины, метание молота                  |
| Бронза  | Джон Кеннет Доэрти | Лёгкая атлетика      | Мужчины, десятиборье                     |
| Бронза  | Гарольд Девайн | Бокс                 | Мужчины, до 57,2 кг                      |
| Бронза  | Майкл Галитзен | Прыжки в воду        | Мужчины, вышка 10 м                      |
| Бронза  | Джорджия Коулмэн | Прыжки в воду        | Женщины, трамплин 3 м                    |
| Бронза  | Джордж Колнэн | Фехтование           | Мужчины, шпага, личное первенство        |
| Бронза  | Пол Макдауэлл Джон Шмитт | Академическая гребля | Мужчины, двойки распашные без рулевого   |
| Бронза  | Кларенс Крэббе | Плавание             | Мужчины, 1500 м вольным стилем           |
| Бронза  | Пол Вайэтт | Плавание             | Мужчины, 100 м на спине                  |
| Бронза  | Джозефина Макким | Плавание             | Женщины, 400 м вольным стилем            |

## Результаты соревнований

### Академическая гребля
Олимпийские соревнования по академической гребле проходили с 3 по 10 августа в деревне Слотен, которая расположена в 6 км к западу от центра Амстердама. В каждом заезде стартовали две лодки. Победитель заезда проходил в следующий раунд, а проигравшие на предварительном этапе попадали в отборочный раунд. Спортсмены, проигравшие два заезда, завершали борьбу за медали. Начиная с третьего раунда экипажи, уступавшие в заезде, выбывали из соревнований. Для определения бронзового призёра проводился заезд за 3-е место.
Мужчины
| Соревнование | Спортсмены               | Первый раунд                 | Отборочный заезд     | Второй раунд                        | Отборочный заезд     | Третий раунд                | Полуфинал                  | Финал                    | Место |
| Соревнование | Спортсмены               | Соперник / Результат         | Соперник / Результат | Соперник / Результат                | Соперник / Результат | Соперник / Результат        | Соперник / Результат       | Соперник / Результат     | Место |
| ------------ | ------------------------ | ---------------------------- | -------------------- | ----------------------------------- | -------------------- | --------------------------- | -------------------------- | ------------------------ | ----- |
| одиночки     | Кеннет Майерс            | RSAА. де Кок 8:14,2 В -5,0   | не участвовал        | GBRД. Коллет 7:46,8 В -9,6          | не участвовал        | SUIЭ. Кандево 8:05,6 В -5,4 | NEDЛ. Гунтер 7:14,2 В -3,8 | AUSГ. Пирс 7:20,8 П +9,8 | 2     |
| двойки       | Пол Макдауэлл Джон Шмитт | Бельгия · 8:06,4 OB · В −8,6 | не участвовали       | Великобритания · 7:12,0 OB · В −2,2 | не участвовали       | не проводится               | Германия · 7:15,6 · П +7,4 | За 3-е место             | 3     |
| двойки       | Пол Макдауэлл Джон Шмитт | Бельгия · 8:06,4 OB · В −8,6 | не участвовали       | Великобритания · 7:12,0 OB · В −2,2 | не участвовали       | не проводится               | Германия · 7:15,6 · П +7,4 | Италия · 7:20,4 · В -4,0 | 3     |